# Platysenta ebba
Platysenta ebba är en fjärilsart som beskrevs av William Schaus 1923. Platysenta ebba ingår i släktet Platysenta och familjen nattflyn. Inga underarter finns listade i Catalogue of Life.